# Institut supérieur de mécanique de Paris
L'Institut supérieur de mécanique de Paris (ISAE-Supméca, anciennement CESTI) est l'une des 204 écoles d'ingénieurs françaises accréditées au 1er septembre 2020 à délivrer un diplôme d'ingénieur.
Publique, placée sous tutelle du ministère de l'Enseignement supérieur, de la Recherche et de l'Innovation, elle forme depuis sa fondation en 1948 des ingénieurs experts en mécanique et spécialistes des systèmes de transports, des systèmes de production industrielle, et des systèmes complexes destinés à tous les secteurs d'activités. ISAE-Supméca recrute ses élèves-ingénieurs principalement après le cycle préparatoire (CPGE). Elle appartient au groupement d'écoles ENSI. Elle est membre de la Conférence des grandes écoles, du Groupe ISAE, et du réseau Polyméca en tant que membre fondateur.

## École

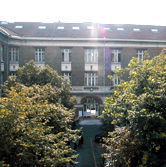
Supméca Paris : le bâtiment historique.

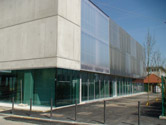
Supméca Paris : le nouveau bâtiment.

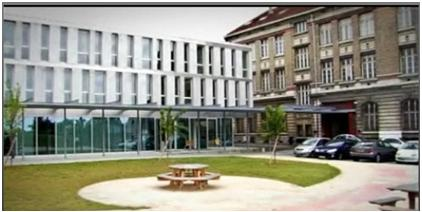
Supméca Paris : vue depuis le jardin.

### Histoire
En 1948 est créé l’Institut supérieur des matériaux et de la construction mécanique (ISMCM), à l’initiative conjointe du ministère de la Défense, du ministère de l'Éducation nationale et de la Fédération des industries mécaniques et transformatrices des métaux (aujourd'hui FIM), afin de fournir à l’État une institution supplémentaire vouée à la reconstruction du pays dans un contexte d'après-guerre. Les locaux de l'Institut s'installèrent dans le bâtiment de l'ancienne école nationale professionnelle de commerce et d'industrie  de Saint-Ouen dont une partie fut détruite lors du conflit,. Destiné aux ingénieurs qui sortaient des grandes écoles et possédaient déjà une pratique industrielle, l’ISMCM était chargé, en tant qu'établissement d'application de l’École polytechnique, de leur perfectionnement dans l’étude des matériaux et dans leur utilisation pour la construction mécanique et l'armement. Les ingénieurs accédaient en une année de formation à un second diplôme d'ingénieur de spécialité de l'ISMCM et avaient la possibilité de poursuivre par un doctorat.
En 1956, est créé le Centre d’études supérieures de techniques industrielles (CESTI), école d’ingénieurs rattachée à l’ISMCM, dont les spécialités sont la mécanique et la productique. Précurseur en son temps, l’école s’est créée sur les principes fondamentaux de la formation initiale et de la formation continue en mettant sur pied un système d'études alternant cours scientifiques de haut niveau et stages industriels au sein des entreprises. Recrutant ses élèves après les classes préparatoires scientifiques, le CESTI a donné l'impulsion d'un esprit nouveau insufflé par ses fondateurs : réduire le fossé entre l'homme de science et l'homme de l'art, afin de valoriser les fonctions réalisatrices de l'ingénieur mécanicien. Une antenne du CESTI est créée en 1994 à Toulon, dont la direction est confiée alors à Jean-Paul Frachet, professeur à l'ISMCM (actuellement ISM de Paris).
Le CESTI prend le statut d’établissement public à caractère scientifique, culturel et professionnel en 1990 et devient l’Institut supérieur des matériaux et de la construction mécanique, puis l’Institut supérieur de mécanique de Paris en 2003.
Depuis 2008, Supméca forme également des apprentis qui suivent le nouveau cursus menant au Diplôme national d'ingénieur Supméca spécialité génie industriel (formation par apprentissage).
En 2012, le pôle de recherche et d'enseignement supérieur Collegium Île-de-France est créé, dont Supméca, l’École nationale supérieure de l'électronique et de ses applications (ENSEA) et l’École internationale des sciences du traitement de l'information (EISTI) sont les membres fondateurs. Il devient l'Institut polytechnique Grand Paris en 2014 lui-même dissout le 31 décembre 2017 à cause des volontés divergentes des établissements de se regrouper autour de l'université de Cergy-Pontoise.
En 2014, l'établissement parisien centralise l'activité des deux écoles et l’antenne toulonnaise de Supméca se déplace sur le campus de La Valette-du-Var et fusionne avec l'Institut des sciences de l'ingénieur de Toulon et du Var (ISITV) pour donner naissance à une nouvelle école : SeaTech.
En 2018, l'école intègre le Groupe ISAE, en tant que partenaire.
En 2019, elle est école associée et devient école membre en 2021, devenant ainsi ISAE-Supméca.
L'école est labellisée DD&RS (Développement Durable et Responsabilité Sociétale) depuis décembre 2016 et ISO 9001:2015 pour ses fonctions support et soutien depuis octobre 2021.
Dans les classements 2023 de DAUR et Génération prépa, ISAE‑Supméca est respectivement en 55e position sur 176 écoles et en 59e position sur 168.
D'après l’enquête de la CGE de l'insertion professionnelle de 2023, le taux d'emploi net à 6 mois des jeunes diplômés de l'ISAE-Supméca est de 99% et le salaire d'embauche français moyen avec primes est de 40 960€.
En juin 2024, ISAE-Supméca rejoint le réseau PEGASUS (Partnership of a European Group of Aeronautics and Space Universities), qui regroupe les 31 meilleures universités européennes en ingénierie aéronautique et spatiale.

### Admission
L'admission principale intervient au niveau bac+2, par la voie des Concours Mines-Télécom.
Sous statut étudiant, un peu plus d'une centaine de places sont proposées chaque année aux étudiants issus des classes préparatoires scientifiques et environ dix places sont accessibles à la suite d'un cursus universitaire type diplôme universitaire de technologie (DUT), licence (concours DUT) ou classe préparatoire ATS (concours ATS).
Sous statut apprenti, environ cinquante places sont proposées et la sélection intervient au niveau bac+2 après étude du dossier de l'élève et entretien sanctionnés par un jury mixte provenant de Supméca et du CFAI Mécavenir.
Les étudiants étrangers peuvent quant à eux rejoindre le cursus en deuxième ou troisième année dans le cadre de mobilités double-diplômantes ou non après sélection et avis auprès de leur établissement d'origine.

### Cursus de formation

#### Déroulement des études
La formation d'ingénieur Supméca combine un socle scientifique approfondi avec une expérience industrielle. Durant trois ans de formation, 52 semaines sont consacrées aux stages. La formation comprend des enseignements scientifiques obligatoires et électifs, des enseignements en sciences économiques, sociales et humaines, ainsi que deux langues étrangères obligatoires dont l'anglais, en première et deuxième années, des enseignements de filière, en dernière année. À l'issue de la troisième année, les élèves accèdent au diplôme d'ingénieur de l'Institut supérieur de mécanique de Paris qui leur confère également le grade de master.
La première année prend la forme d'un tronc commun regroupant un enseignement généraliste en mathématiques appliquées, informatique, énergétique et thermique, automatique des systèmes, sciences sociales et langues vivantes ainsi qu'un enseignement plus spécifique en mécanique regroupant l'étude des matériaux, la dynamique des solides, la mécanique des contacts et des surfaces ainsi que la mécanique des fluides. Le management industriel et logistique est introduit dès le second semestre de première année afin de confronter les élèves à une première pratique du génie industriel.
En deuxième année, la majorité des enseignements proposés prennent la forme de modules électifs. Les élèves en choisissent six sur une trentaine possibles. Un semestre est consacré à un stage d'assistant ingénieur en laboratoire ou en entreprise.
La troisième année quant à elle regroupe différents enseignements dits de "parcours". Les étudiants peuvent choisir l'un des parcours suivants : Modélisation, procédés et matériaux, simulation en conception mécanique, mécatronique et systèmes multi-physiques, systèmes de production et logistique. Le dernier semestre est destiné aux stages de fin d'étude.
Chaque année, des projets pédagogiques sont au cœur de la formation : les élèves se concentrent sur l'étude, la conception, l'optimisation et l'industrialisation d'un système destiné à l'automobile, l'aéronautique ou l'énergie par exemple.

#### Mobilités
Chacune de ces filières propose un cursus parallèle. La dernière année peut également s'effectuer dans un établissement partenaire du réseau Polyméca ou du Groupe ISAE (ISAE-ENSMA, ENSEIRB-MATMECA, ENSMM, ENSIAME, ENSTA Bretagne, ENSCI, SeaTech, ISAE-Supaéro, ESTACA) ou à l'étranger dans l'une des 70 institutions avec lesquelles Supméca possède des accords de mobilité ou de double-diplômes.
Cursus bi-diplômants : afin d'enrichir les possibilités de parcours des élèves, ces derniers peuvent opter sous réserve de sélection, à l'issue de la deuxième année, pour un cursus permettant d'obtenir en une année supplémentaire, à la fois le diplôme d'ingénieur Supméca et un deuxième diplôme d'ingénieur d'un établissement français ou étranger ayant signé un accord avec l'école. Il est par exemple possible de suivre une spécialisation en génie atomique à l'INSTN, dans les motorisations, les énergies fossiles ou renouvelables à l'IFP School, dans les filières d'enseignement des écoles du réseau Polyméca, ou encore en mécanique des fluides ou aéronautique à l'Université de Cranfield.
Plusieurs Masters de recherche ou de management permettant le perfectionnement dans un domaine connexe à ceux proposés par l'établissement sont possibles en partenariat avec l'école CentraleSupélec, l'université Paris-Dauphine d'économie et de gestion ainsi que certains établissements de Paris-Saclay,.

#### Débouchés principaux
Depuis quelques années, le secteur aéronautique demeure le premier secteur d'embauche des jeunes diplômés avec près de la moitié des promotions sortantes exerçant dans ce domaine d'activité, suivi par l'automobile, le ferroviaire, le luxe et l'énergie,.

## Activités de recherche
Les activités de recherche à Supméca sont réunies au sein du laboratoire Quartz issu de la fusion en 2015 de trois laboratoires respectivement compétents en mécanique et matériaux (LISMMA), électronique et automatique (ECS Lab), informatique et mathématiques appliquées (L@RIS).
Le laboratoire Quartz regroupe des compétences et expertises axées sur neuf grandes thématiques dont cinq sont majoritairement représentées dans les locaux de l'école. Les autres sont principalement implantées dans les locaux des écoles d'ingénieurs ENSEA et EISTI :
- la tribologie et les matériaux ;
- les assemblages et formes mécaniques en statique et en dynamique ;
- la vibro-acoustique ;
- les systèmes durables ;
- l’ingénierie des systèmes mécatroniques et multi-physiques ;
- l’électronique des systèmes ;
- l'automatique et les énergies renouvelables ;
- l'informatique ;
- les mathématiques appliquées à la finance, la physique et les systèmes complexes.

Pour le parcours doctoral, l'école est affiliée aux établissements de Paris-Saclay. En 2017, 45 élèves doctorants préparaient une thèse sur des domaines tels que la résistance des matériaux, l'innovation informatique ou mécatronique au service de la production et de la performance industrielle, la modélisation numérique des milieux continus, le management de la qualité, les structures vibratoires ou encore l'innovation matérielle consacrée à l'aéronautique ou l'automobile,.
Ce sont au total environ 200 personnes dont 90 rattachées à Supméca qui contribuent aux activités de recherche du laboratoire Quartz,,.

## Anciens élèves
L'école compte 7 000 anciens élèves en activité dont Bernard Dudot, ingénieur français qui a œuvré dans le domaine du développement des moteurs V6 turbocompressés, V10, V8 et V12 atmosphériques de Formule 1.

## Évolution démographique
Évolution démographique de la population universitaire 

| 2006 | 2007 | 2008 | 2009 | 2010 | 2011 | 2012 | 2013 |
| ---- | ---- | ---- | ---- | ---- | ---- | ---- | ---- |
| 573  | 543  | 561  | 585  | 622  | 629  | 665  | 720  |

| 2014 | 2015 | 2016 | 2017 | 2018 | 2019 | 2020 | 2021 |
| ---- | ---- | ---- | ---- | ---- | ---- | ---- | ---- |
| 671  | 630  | 607  | 594  | 597  | 596  | 623  | 604  |

| 2022 | - | - | - | - | - | - | - |
| ---- | - | - | - | - | - | - | - |
| 594  | - | - | - | - | - | - | - |

## Galerie Supméca Paris

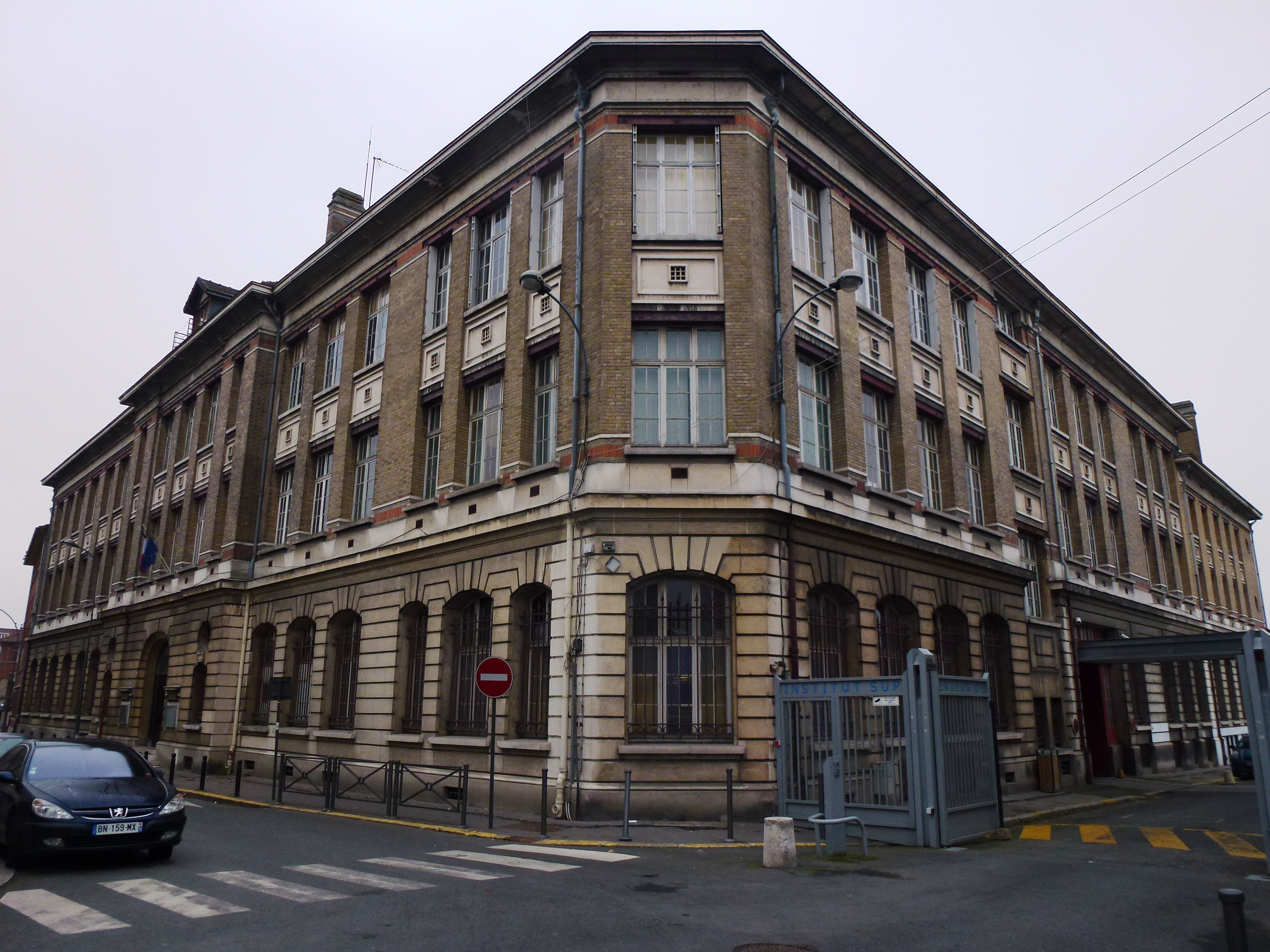
L'École nationale professionnelle à Saint-Ouen, devenue Supméca Paris
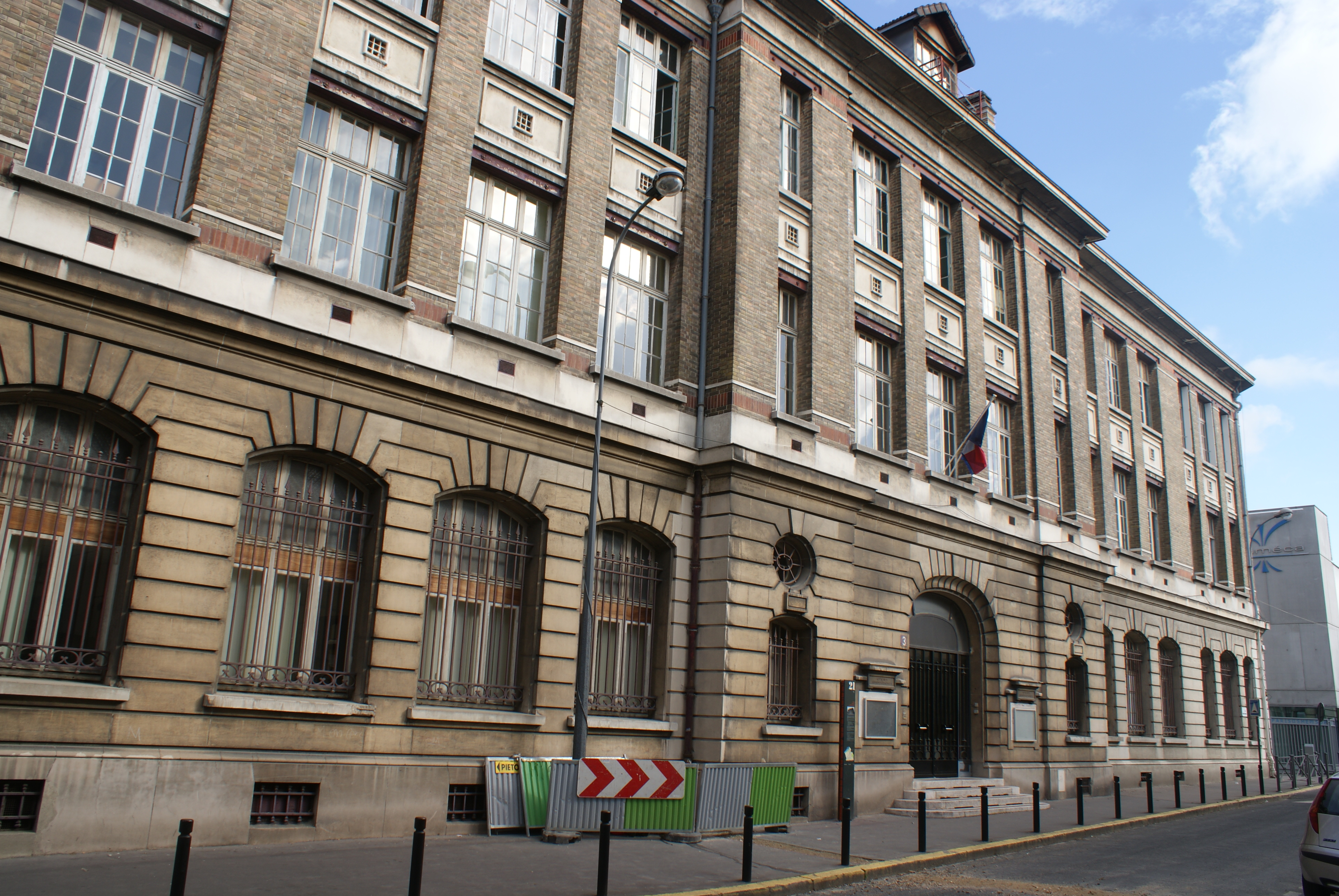
Façade principale
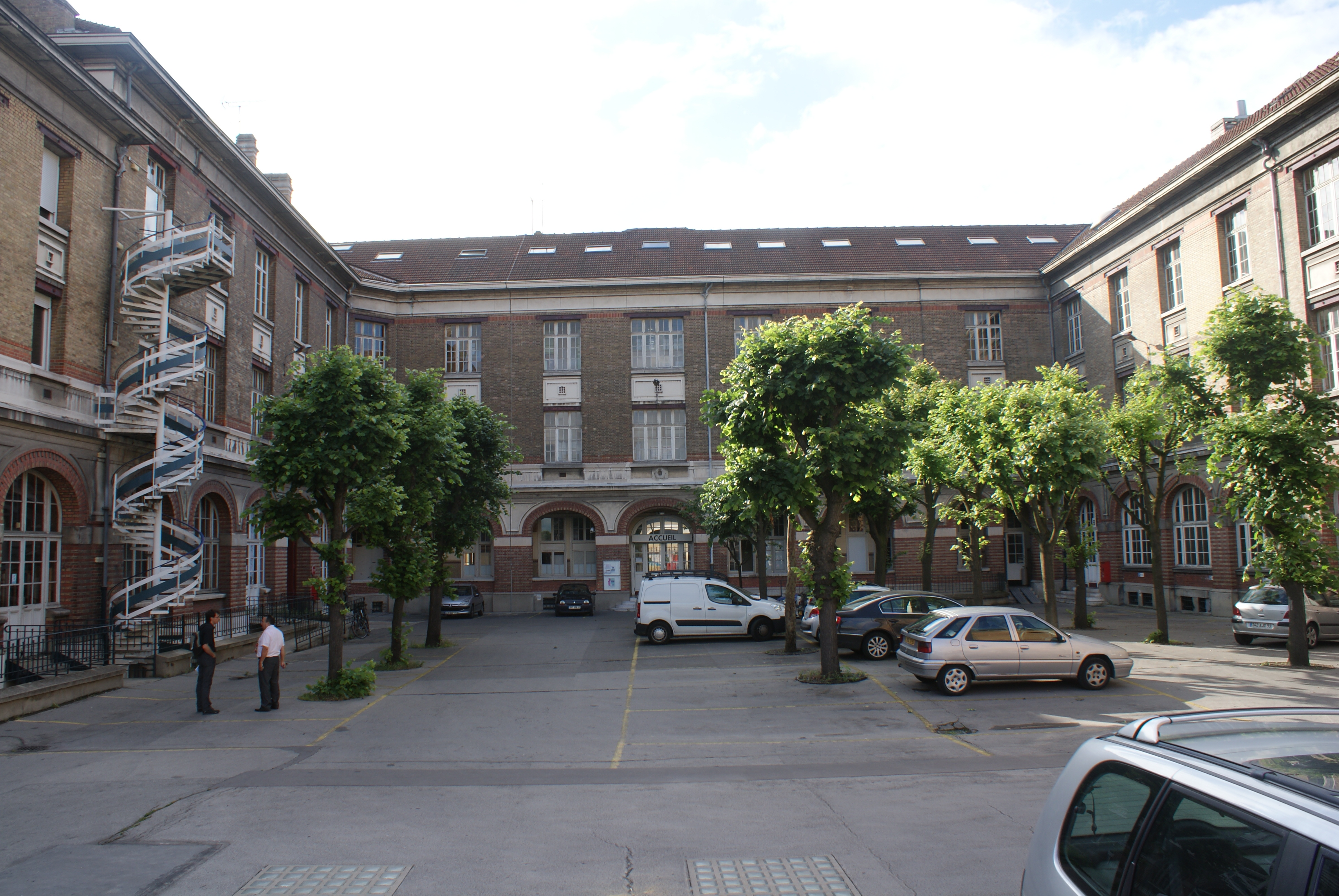
Cour du bâtiment historique
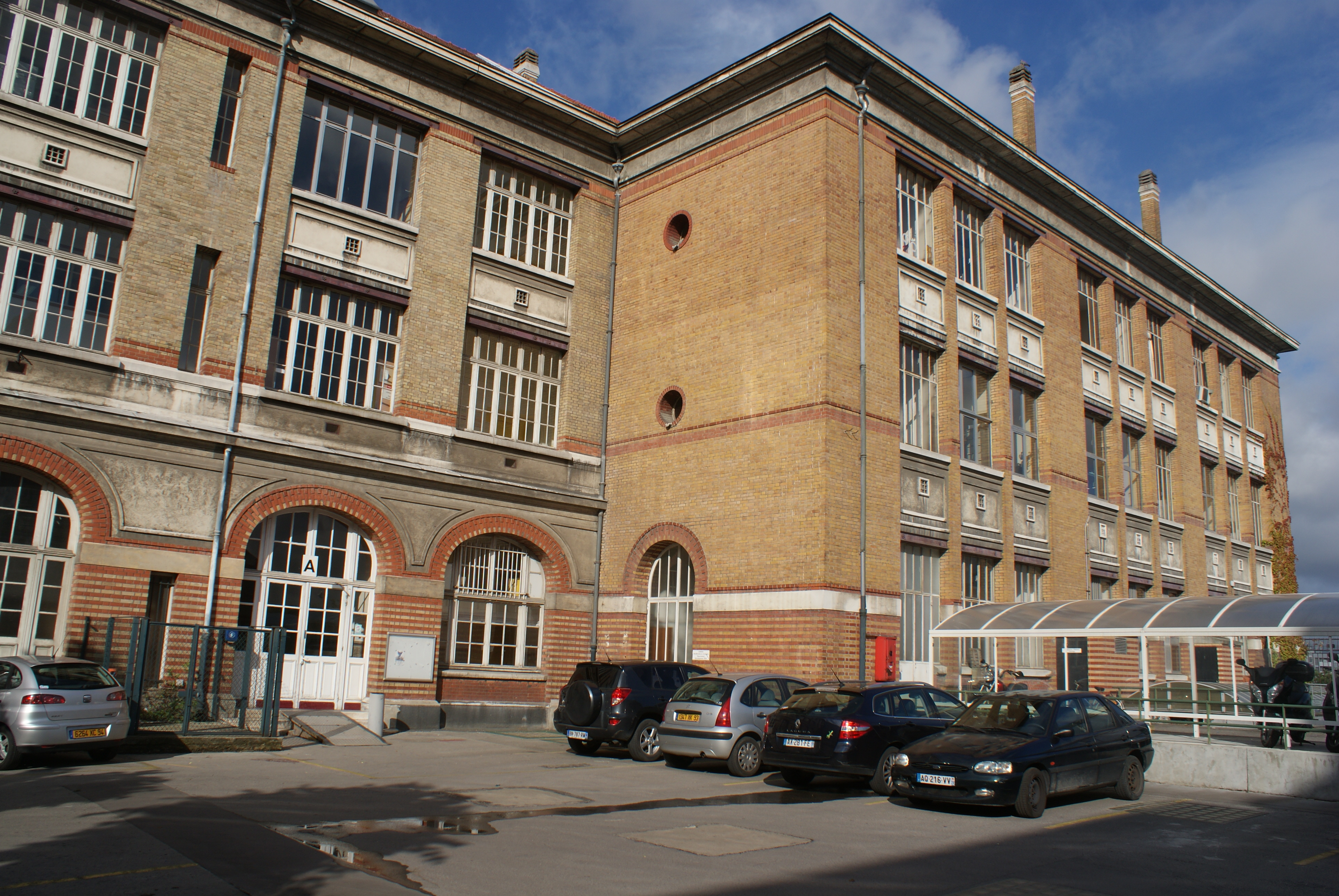
Aile du bâtiment principal
Nouveau bâtiment de l'Institut
Cour 2, vue sur le restaurant de l'école
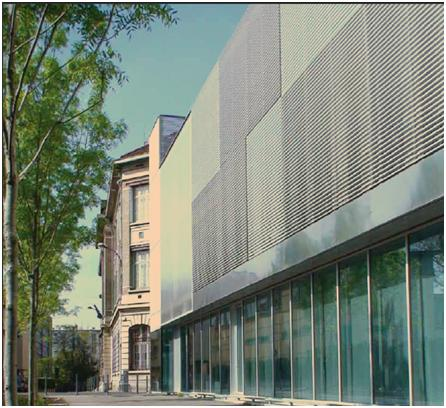
Façade nouveau bâtiment Supméca Paris